# Macroxystra
Macroxystra là một chi bướm đêm thuộc họ Geometridae.